# Corporación Club Deportivo Tuluá
La Corporación Club Deportivo Tuluá, meglio conosciuta come Cortuluá, è stata una società calcistica colombiana con sede a Tuluá. Fu fondata il 16 ottobre 1976 e disputava le sue partite casalinghe presso lo stadio Doce de Octubre, che ha una capienza di circa 16.000 posti a sedere.

## Storia
Nel 2006, lo United States Treasury ha identificato il club di calcio come una delle dieci imprese che presumibilmente operano per conto di uno dei più ricercati baroni della droga colombiani, Carlos Alberto Mantilla Renteria.
La mossa da parte delle autorità degli Stati Uniti è stata quella di mettere un blocco su qualsiasi bene di proprietà del club negli Stati Uniti, e ha impedito ai residenti negli Stati Uniti di avere rapporti con il club.  Dopo cinque anni nel Categoría Primera B è passata alla Fútbol Profesional Colombiano il 30 giugno 2009.

## Rosa 2023
| N. |                     | Ruolo | Calciatore           |
| -- | ------------------- | ----- | -------------------- |
|    | Colombia (bandiera) | P     | Camilo Acero         |
|    | Colombia (bandiera) | P     | Pablo Mina           |
|    | Uruguay (bandiera)  | P     | Sebastián Britos     |
|    | Colombia (bandiera) | D     | Andrés Quejada       |
|    | Colombia (bandiera) | D     | Cristian Borja       |
|    | Colombia (bandiera) | D     | Camilo del Castillo  |
|    | Colombia (bandiera) | D     | Danner Polo          |
|    | Colombia (bandiera) | D     | Edwin Velasco        |
|    | Colombia (bandiera) | D     | Gustavo Rojas        |
|    | Colombia (bandiera) | D     | Jhon Jairo Bermúdez  |
|    | Colombia (bandiera) | D     | Juan Camilo Bolaños  |
|    | Colombia (bandiera) | D     | Jonis López          |
|    | Colombia (bandiera) | D     | Jhonathan Muñoz      |
|    | Colombia (bandiera) | D     | Juan Carlos Mosquera |
|    | Colombia (bandiera) | D     | Martín Payares       |
|    | Colombia (bandiera) | D     | Yonni Hinestroza     |
|    | Colombia (bandiera) | C     | Arlenzon Ucrós       |
|    | Colombia (bandiera) | C     | Cristian Ojeda       |
|    | Colombia (bandiera) | C     | Cristian Pulido      |
|    | Colombia (bandiera) | C     | Heisen Izquierdo     |

| N. |                     | Ruolo | Calciatore       |
| -- | ------------------- | ----- | ---------------- |
|    | Colombia (bandiera) | C     | Juan David Campo |
|    | Colombia (bandiera) | C     | Julio Chávez     |
|    | Colombia (bandiera) | C     | Jaime Córdoba    |
|    | Colombia (bandiera) | C     | Jerry Ortíz      |
|    | Colombia (bandiera) | C     | Juan Camilo Roa  |
|    | Colombia (bandiera) | C     | Neider Batalla   |
|    | Colombia (bandiera) | C     | Óscar Méndez     |
|    | Colombia (bandiera) | C     | Vladimir Delgado |
|    | Colombia (bandiera) | A     | Andrés Riascos   |
|    | Colombia (bandiera) | A     | Carlos Ibargüen  |
|    | Colombia (bandiera) | A     | Carlos Rodas     |
|    | Colombia (bandiera) | A     | Daniel Buitrago  |
|    | Colombia (bandiera) | A     | Henry Castillo   |
|    | Colombia (bandiera) | A     | Harold Reina     |
|    | Colombia (bandiera) | A     | Jorge Katime     |
|    | Colombia (bandiera) | A     | John Varela      |
|    | Colombia (bandiera) | A     | Miguel Medina    |
|    | Colombia (bandiera) | A     | Óscar Tello      |
|    | Colombia (bandiera) | A     | Ronal Rengifo    |
|    | Colombia (bandiera) | C     | Andrés Colorado  |

## Rosa 2010
- Attuale al 28 gennaio 2010.

| N. |                      | Ruolo | Calciatore               |
| -- | -------------------- | ----- | ------------------------ |
|    | Colombia (bandiera)  | P     | Carlos Barahona          |
|    | Colombia (bandiera)  | P     | Mauricio Mafla           |
|    | Colombia (bandiera)  | P     | Leider Barandica         |
|    | Colombia (bandiera)  | D     | Jonathan Muñoz           |
|    | Colombia (bandiera)  | D     | Leonard Vásquez          |
|    | Venezuela (bandiera) | D     | Layneker Zafra           |
|    | Colombia (bandiera)  | D     | Carlos Alberto Terranova |
|    | Colombia (bandiera)  | D     | John Jairo Montaño       |
|    | Colombia (bandiera)  | D     | Yonni Hinestroza         |
|    | Argentina (bandiera) | D     | Damián Fernández         |
|    | Colombia (bandiera)  | C     | Cristián López           |
|    | Colombia (bandiera)  | C     | Luis Enrique Díaz        |
|    | Colombia (bandiera)  | C     | David Fernando Cardona   |
|    | Colombia (bandiera)  | C     | Andrés Felipe Arboleda   |
|    | Colombia (bandiera)  | C     | Óscar Díaz Asprilla      |

| N. |                     | Ruolo | Calciatore            |
| -- | ------------------- | ----- | --------------------- |
|    | Colombia (bandiera) | C     | Alexis Hinestroza     |
|    | Colombia (bandiera) | C     | Jorge Zapata          |
|    | Colombia (bandiera) | C     | César Hinestroza      |
|    | Colombia (bandiera) | C     | Deivi Rodríguez       |
|    | Colombia (bandiera) | C     | Léiner Rolong         |
|    | Colombia (bandiera) | C     | Jair Valoy            |
|    | Colombia (bandiera) | A     | Yuberney Franco       |
|    | Colombia (bandiera) | A     | Pablo Jaramillo       |
|    | Colombia (bandiera) | A     | John Jairo Castillo   |
|    | Colombia (bandiera) | A     | Juan Hernández Lesmes |
|    | Colombia (bandiera) | A     | Víctor Bonilla        |

## Palmarès

### Competizioni nazionali
- Categoría Primera B: 2

1993, 2009

### Altri piazzamenti
- Categoría Primera B:

Secondo posto: 2020
Terzo posto: 1992, 2006, 2019

## Giocatori famosi
- Álvaro Peña
- Jairo Ampudia
- Javier Arizala
- Faustino Asprilla
- Víctor Bonilla
- Mayer Candelo
- Óscar Díaz
- Diego Gómez
- Héctor Hurtado
- Edison Mafla
- Leonardo Mina Polo
- Johnnier Montaño
- Tressor Moreno
- Rubiel Quintana
- Hamilton Ricard

- Carlos Rodas
- Milton Rodríguez
- Jaime Alfonso Ruiz
- Néstor Salazar
- Anthony Tapia
- Fernando Uribe
- Gustavo Victoria
- Mario Yepes
- Julio César Maya
- Rolan de la Cruz
- Danny Quendambú
- Román Torres
- Alejandro Vélez
- Rafael Dudamel
- Edgar Pérez Greco